# 徳島県道308号古屋日浦線
徳島県道308号古屋日浦線（とくしまけんどう308ごう こやひうらせん）は、徳島県那賀郡那賀町を通る一般県道である。

## 概要
那賀郡那賀町古屋から那賀郡那賀町日浦に至る。那賀川を挟んで国道195号の対岸を走る道だが、全体的に狭路である。

### 路線データ
- 起点：那賀郡那賀町古屋（徳島県道36号日和佐上那賀線交点）
- 終点：那賀郡那賀町日浦（国道195号交点）
- 総延長：15.286 km[1]

## 歴史
- 1973年（昭和48年）6月29日 - 認定

## 地理

### 通過する自治体
- 徳島県
  - 那賀郡那賀町

### 交差する道路
| 交差する道路               | 交差する場所 | 交差する場所 |
| -------------------------- | ------------ | ------------ |
| 徳島県道36号日和佐上那賀線 | 古屋         | 起点         |
| 国道195号                  | 日浦         | 終点         |

### 沿線
- 那賀川
- 大足谷温泉
- 水崎周り